# 50 groszy 1919
50 groszy 1919 −  pięćdziesięciogroszowa moneta próbna II Rzeczypospolitej, wybita w mennicy Birmingham Mint w Anglii, na rewersie z umieszczonym rokiem 1919, na awersie z orłem w koronie zgodnym z godłem okupacyjnego Królestwa Polskiego (1917–1918),  w drugim dziesięcioleciu XXI w. uznawana za monetę z najwcześniejsza datą (pierwszą) okresu złotowego II Rzeczypospolitej.

## Awers
Na stronie głównej monety umieszczono orła w koronie – rysunek zgodny z godłem okupacyjnego Królestwa Polskiego (1917–1918), w otoku perełki.
Istnieją dwie odmiany:
- z małym (mniejszym) orłem[3] i
- dużym (większym) orłem[4].

W przypadku monet z większym orłem pod ogonem znajduje się mały monogram J H.

## Rewers
Pośrodku umieszczono duży nominał „50” pod nim „GROSZY” poniżej „1919”, w otoku napis: „RZECZPOSPOLITA POLSKA”, przy rancie otok z perełek.

## Opis
Do początku lat osiemdziesiątych XX w. moneta nie była notowana przez polskie cenniki ani katalogi numizmatyczne i to zarówno te drukowane w okresie międzywojennym jak i literaturę tematu wydawaną w okresie PRL. W roku 1983 w szóstym wydaniu ilustrowanego katalogu monet, w suplemencie, pojawiła się pierwszy raz informacja o 50-groszówce z 1919 r. W roku 1988 w siódmym wydaniu tego katalogu po raz pierwszy zamieszczono szkice dwóch 50 groszówek 1919 – w odmianach z małym i dużym orłem, z informacją, że znany jest tylko jeden egzemplarz odmiany z małym orłem oraz adnotacją, że monety zostały włączone do katalogu na podstawie: L Krause: „World Coins”.
W kolejnych latach ta „najstarsza” znana moneta groszowa II Rzeczypospolitej występowała regularnie we wszystkich zestawieniach katalogowych, czasami z błędną informacją o wybiciu jej przez mennicę Kings Norton, ale jednak zawsze z informacją o niklu jako materiale wykorzystanym dla obydwu odmian.
W XXI w. moneta incydentalnie zaczęła pojawiać się na aukcjach numizmatycznych, przy czym częściej spotykana była odmiana z małym orłem. Jednocześnie przy oferowanych egzemplarzach tylko raz napisano o niklu jako materiale krążka menniczego (odmiana z dużym orłem). W pozostałych przypadkach pojawiała się informacja, że bicie wykonano w miedzioniklu, gdyż moneta nie reaguje na magnes. Weryfikacji uległa również masa monety. Żaden z oferowanych w obrocie aukcyjnym egzemplarz nie osiągał katalogowych 7,65 grama – najniższa zmierzona masa to 6,34 grama.
W obrocie kolekcjonerskim pojawiają się również niekiedy żetony z identycznym (dużym) orłem z jednej strony i św. Jerzym na koniu z drugiej, ewentualnie z całkowicie pozbawioną rysunku stroną rewersu.